# Louis Deland
Pour les articles homonymes, voir Deland (homonymie).
Louis-Joseph-Marie Deland (Stockholm, 25 avril 1772 - 15 avril 1823) est un danseur, chanteur, chorégraphe et maître de ballet suédois.
Fils d'un domestique d'origine luxembourgeoise, au service de Sophie Madeleine de Danemark (épouse du roi Gustave III de Suède), Louis Deland débute au Ballet royal suédois à l'âge de dix ans. Ses talents lui valent d'être envoyé par le roi à Paris pour parfaire sa formation auprès de Maximilien et Pierre Gardel.
De retour en Suède en 1792, il est nommé premier danseur, puis maître de ballet en 1803, fonction qu'il conserve jusqu'en 1820, à l'exception des années 1817 et 1818 où il cède le poste à Filippo Taglioni.
Il a composé quelques ballets-pantomimes, danses de caractère et divertissements. Son frère Jean-Pierre était violoniste du Théâtre royal de Stockholm.